# Mikoyam Tavares
Leonid Mikoyam Fernandes Tavares, conhecido por Miko (Cidade da Praia, 16 de março de 1981) é um futebolista cabo-verdiano.
Joga como atacante, e sua carreira se iniciou em 2001, no Vasco da Gama de Sines, onde atuou até 2004, quando se transferiu para o Beja, mas não ficou por muito tempo por lá.
Contratado pelo Estoril Praia, não teve muitas oportunidades no início, tendo sido emprestado para o modesto Odivelas. Regressou ao Estoril e deixou a equipe em 2008 para militar no Olivais e Moscavide.
Por problemas financeiros  saiu do moscavide em 2009 e foi defender o pequeno Aljustrelense, onde está até hoje.